# Laccospadix australasicus
Laccospadix australasicus är en enhjärtbladig växtart som beskrevs av Hermann Wendland och Carl Georg Oscar Drude. Laccospadix australasicus ingår i släktet Laccospadix och familjen Arecaceae. Inga underarter finns listade i Catalogue of Life.

## Bildgalleri

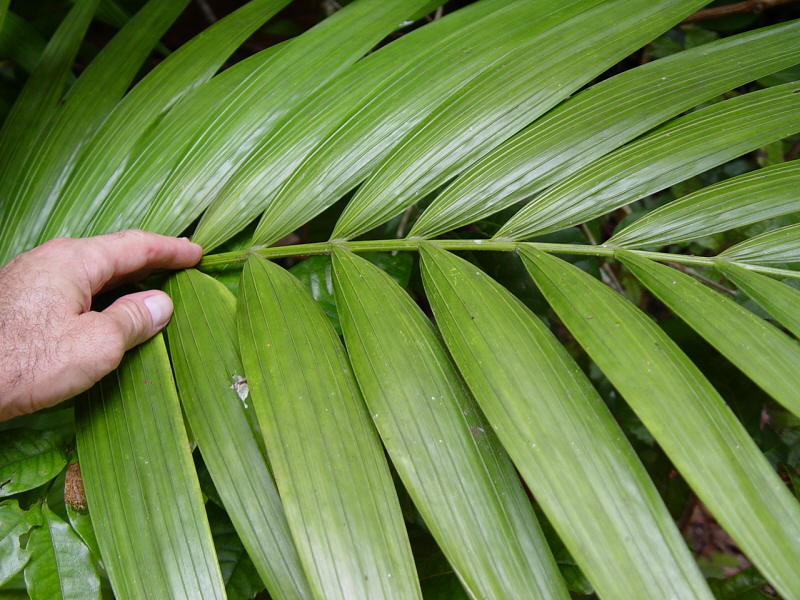